# مارتن ريتشاردز
مارتن ريتشاردز (بالإنجليزية: Martin Richards)‏ هو منتج أفلام أمريكي، ولد في 11 مارس 1932 في ذا برونكس في الولايات المتحدة، وتوفي في 26 نوفمبر 2012 في نيويورك في الولايات المتحدة.

## وصلات خارجية
- مارتن ريتشاردز على موقع IMDb (الإنجليزية)
- مارتن ريتشاردز على موقع قاعدة بيانات برودواي على الإنترنت (الإنجليزية)
- مارتن ريتشاردز على موقع قاعدة بيانات برودواي على الإنترنت (الإنجليزية)
- مارتن ريتشاردز على موقع ديسكوغز (الإنجليزية)
- مارتن ريتشاردز على موقع قاعدة بيانات الفيلم (الإنجليزية)